# Цапково
Цапково — село в Россошанском районе Воронежской области России. Входит в состав Новокалитвенского сельского поселения.

## География
Село находится в южной части Воронежской области, в степной зоне, к югу от реки Дон, на расстоянии примерно 34 километров (по прямой) к востоку-юго-востоку (ESE) от города Россошь, административного центра района. Абсолютная высота — 186 метров над уровнем моря.
Часовой пояс
Село Цапково, как и вся Воронежская область, находится в часовой зоне МСК (московское время). Смещение применяемого времени относительно UTC составляет +3:00.

## Население
| 1859 | 1897  | 2010 |
| ---- | ----- | ---- |
| 572  | ↗1177 | ↘192 |

Гендерный состав
По данным Всероссийской переписи населения 2010 года в гендерной структуре населения мужчины составляли 50,5 %, женщины — соответственно 49,5 %.
Национальный состав
Согласно результатам переписи 2002 года, в национальной структуре населения украинцы составляли 62 %, русские — 37 %.

## Инфраструктура
В селе функционируют основная общеобразовательная школа, фельдшерско-акушерский пункт (структурное подразделение Россошанской районной больницы), сельский клуб, библиотека и отделение Почты России.

## Улицы
Уличная сеть села состоит из 8 улиц и 3 переулков.